# Тадео II да Монтефелтро
Тадео (II) ди Монтефелтро, Тадео Новело или Тадео ди Пиетрарубия (на италиански: Taddeo di Montefeltro, Taddeo Novello, Taddeo di Pietrarubbia; * ок. 1230, † 1 май 1282, Форли) от рода Да Монтефелтро е италиански кондотиер, подест на Римини (1261), лидер на гвелфите в Тоскана и Умбрия, управител на патримониума „Свети Петър“ (1273), граф на Пиетрарубия (1273 – 1282), наместник на крал Шарл I Анжуйски в Лука (1270), подест на Сиена (1273), управител на Тоди и Чита ди Кастело (сл. 1273), кралски викарий на Тоскана.

## Произход
Той е син на Тадео ди Монтефелтрано и е роднина на Гуидо да Монтефелтро Стари – един от най-важните лидери на проимперската партия на гибелините в Романя. 
Честотата на името „Тадео“ в династията Да Монтефелтро през XIII век, и особено омонимията с баща му и несигурността на годината на смъртта му, създават трудности при възстановяването на генеалогията и объркване между двете фигури. За да го разграничат, той обикновено е наричан Тадео Новело или Тадео ди Пиетрарубия, по името на главния му феод – силен замък, който му се пада, когато графовете на Монтефелтро, вече разделени на две фракции, си разделят патримониалните активи и юрисдикции, като и двата клона обаче претендират за титлите „граф на Монтефелтро“ и „граф на Урбино“ – град, който на практика се държи единствено от клона на гибелините.

## Биография

### Първи политически и военни ангажименти
Тадео възприема политическите възгледи на баща си, който през 1248 г. се е присъединил на страната на папа Инокентий IV и се е утвърдил като един от най-значимите съюзници на папите и на Анжуйската династия в Централна Италия. Тадео следва тази линия до назначаването си през 1281 г. за генерал-капитан на армията на Църквата. Тадео Новело влиза в особено остър конфликт със своя роднина Гуидо ди Монтефелтро – признат водач на италианските гибелини. В периода 1260– 1270-те години двамата се оказват непримирими врагове.
Тадео е подест на Йези, Озимо и Монтеджорджо, а след това – през 1261, 1265 и 1266 г. – и на Римини, където въвежда производството на вълнен плат, тъкан от Умилиатите. През 1265 г. папа Климент IV му изпраща поздравително писмо, в което изразява признателност за възстановяването на мира в Римини и за неговата вярност към Църквата. На 26 август 1268 г. папата го уведомява за поражението на Конрадин при Талякоцо, случило се три дни по-рано. 

### В служба на Анжуйците и Църквата
На 30 октомври 1268 г., ден след екзекуцията на Конрадин, Тадео е препоръчан на Шарл I Анжуйски, при когото отива, придружен от Малатеста да Верукио. В писмото си папата моли краля да прояви щедрост към двамата благородници, тъй като те не притежават значителни богатства. Шарл Анжуйски – крал на Сицилия, едновременно църковен и имперски викарий, както и „миротворец“ в Тоскана, веднага назначава Тадео за магистрат. Така той получава кралското викариатство в Лука (от 22 януари до 29 септември 1270 г.), после във Флоренция (от 13 юли 1271 г., за период от една година), а след това е избран за подест на Сиена от четиримата кандидати, предложени от Комуна Сиена (през първата половина на 1273 г.). Почти едновременно му е поверено и управлението като подест на Арецо.

### Миротворчески мисии и папска подкрепа
На 6 март 1273 г. Тадео се намира в Орвието, в Римската курия, където моли папата да прости на сиенците, които все още са под запрещение заради подкрепата си към Манфред. В началото на юли същата година той фигурира сред подписалите флорентинското мирно споразумение между противоборстващите фракции. 
През втората половина на годината Тадео е назначен лично от папата за ректор и генерал-капитан на патримониума „Свети Петър“ в Тоскана, както и за управител на градовете Тоди и Чита ди Кастело. За да изпълни новите си отговорности, той се отказва от длъжността на подест на Сиена, назначавайки двама временни заместници.
През периода 1274–1280 г. няма достатъчно подробна информация за дейността му, но се счита, че той продължава службата си към Римската църква поне до смъртта на Григорий X на 10 януари 1276 г. Хронистът Марко Батали отбелязва, че Тадео е построил крепостта Монтефиасконе, наставлявал е духовници относно светските дела и е бил както уважаван, така и са се страхували от него.
Според Annales Caesenates (написани десетилетия по-късно и с враждебно отношение към гвелфите), Тадео е сред главните фигури, отговорни за предаването на Романя на Апостолическата столица през 1278 г. заедно с Малатеста да Верукио, Гуидо Миноре да Полента и Албериго Манфреди.
На 6 юли 1280 г. е споменат като гарант за мира между семействата Джеремеи и Ламбертаци – част от помирителната мисия на графа на Романя Бертолдо Орсини. През същата година жени своя син Корадо за Костанца ди Ацо Равиняни.

### Кулминация на кариерата и военна трагедия
През пролетта на 1281 г., в отговор на лоялността му към папата, гибелините, сред които Угучоне дела Фаджола, разрушават неговия замък Пиетрарубия. На 18 май, в качеството си на подест на Санта Мария ин Джорджо, Тадео получава заповед от папа Мартин IV да оглави войските от земите на Църквата и Тоскана в кампания срещу бунтовниците от Романя и отлъчения Гуидо да Монтефелтро. Върховното командване е поверено на новия ректор in temporalibus на Романя – Жан д'Епе.
Кампанията срещу Форли, където Гуидо се е укрепил, продължава няколко месеца без решителен успех. На 1 май 1282 г. (Битка при Форли) гвелфските войски попадат в капан, устроен от Гуидо и неговия съветник и астролог Гуидо Бонати, навлизат невнимателно в града, смятайки го за изоставен, и са напълно избити. Сред загиналите е и самият Тадео – в „кървавата купчина“ на французите, описана от Данте (Ад, песен XXVII, ст. 43–44).

### Завещание и наследници
Тадео Новело предварително продиктува завещанието си във Фаенца на 17 юни 1281 г., в което оставя дарения на феретрански църковни институции. От това личи, че е участвал в кръстоносен поход. Оставя след себе си шест деца: Корадо, Тадео, Джована, получила 1000 лири, Райналдо и Филипардо – негови незаконни синове, и Роберто. Корадо и Тадео продължават ограничена политическа дейност – редувайки се в съюз или опозиция спрямо папата.
Семейната вражда продължава и след смъртта му – епископският капитул на Сан Лео затваря Уголино, син на Гуидо да Монтефелтро, и избира сина на Тадео, Роберто, за епископ.
Клонът на Пиетрарубия управлява Урбино и Монтефелтро за няколко години след капитулацията на граф Гуидо и бягството му на север (1285 г.). С времето, изправен срещу могъщи роднини и силата на Малатеста, клонът запада. През 1298 г. Корадо е убит с роднините си от жителите на Пиетрарубия, а Тадео – от габордите в Мачерата Фелтрия (1299 г.). Последният представител – правнук на Тадео със същото име – умира в средата на XIV век, а част от имуществото преминава към урбинския клон. 

## Брак и потомство
Тадео има четирима сина от неизвестна жена: 
- Корадо ди Пиетрарубия (* 1260, † 1298 убит)
- Тадео Новело ди Пиетрарубия (* 1265, † 1299 убит), граф на Пиетрарубия (1283 – 1299), кондотиер
- Джована ди Пиетрарубия (* ок. 1268, † 1298)
- Роберто ди Пиетрарубия (* 1269, † 1285), духовник

Има и двама извънбрачни сина: 
- Райналдо ди Пиетрарубия
- Филипардо ди Пиетрарубия (* ок. 1268, † 1298)